# Lijst van Eerste Kamerleden voor de PPR
Een overzicht van alle Eerste Kamerleden voor de Politieke Partij Radikalen (PPR).
| Eerste Kamerlid          | Foto | Begindatum        | Einddatum         |
| ------------------------ | ---- | ----------------- | ----------------- |
| Marinus Agterberg        |      | 16 januari 1973   | 19 september 1977 |
| Eugène Fischer           |      | 18 oktober 1977   | 15 september 1980 |
| Bas de Gaay Fortman      |      | 20 september 1977 | 12 februari 1990  |
| Lou Hoefnagels           |      | 17 september 1974 | 27 september 1977 |
| Michel van Hulten        |      | 25 mei 1971       | 6 december 1972   |
| Dik van Kleef            |      | 17 september 1974 | 15 september 1980 |
| Jacques Tonnaer          |      | 16 september 1969 | 16 september 1974 |
| Boy Trip                 |      | 20 september 1977 | 9 juni 1981       |
| Henk Waltmans            |      | 3 juni 1986       | 22 juni 1987      |
| Constant van Waterschoot |      | 17 september 1974 | 9 juni 1981       |